# Польський військовий меморіал у Львові
Польський військовий меморіал у Львові — або згідно польської інтерпретації, «Цвинтар Оборонців Львова» (пол. Cmentarz Obrońców Lwowa)  частиною якого є «Меморіал львівських орлят».
Полеглі «Львівські орлята», учасники боїв проти ЗУНР (1918–1919) та проти більшовиків (1920), були поховані на «Цвинтарі захисників Львова», що становить частину Личаківського цвинтаря.

## Будівництво
Ділянку для поховань поблизу Личаківського цвинтаря, колишній фільварок монастиря вірменських бенедиктинок, подарувала Гертруда Оханович, сестра вірмено-католицького архієпископа Йосифа Теодоровича. Перше поховання відбулось 24 листопада 1918 року. Надалі кількість могил збільшувалась. У березні 1919 року збудовано дерев'яну каплицю. Протягом 18—22 квітня 1919 року перенесено поховання з двору Політехніки. Незабаром стало очевидно, що складний рельєф і несприятливі різнорідні ґрунти загрожують розмиванням і зсувами. Роботи з упорядкування значною мірою призупинено через початок польсько-більшовицької війни. 1921 року було організовано конкурс проєктів некрополя. Надійшло чотири проєкти. Роботи подавались анонімно і розглядались журі. Перше місце здобув проєкт студента архітектурного факультету Львівської політехніки Рудольфа Індруха, ветерана польсько-української війни. Скульптор проєкту — Казімеж Сокальський. У 1926—1939 роках спорудили «Меморіал орлят», куди помістили прах дорослих і підлітків, полеглих в боях за Львів і Галичину.
В меморіалі також були поховані льотчики-добровольці зі США та військові радники з французької місії, що билися у складі польських військ.
Серед найвідоміших похованих тут, можна відзначити 14-річного Юрека Бічшана, наймолодшого учасника боїв за Львів у листопаді 1918 року, чиє ім'я увійшло до польської національної легенди Львова міжвоєнного періоду.
Польська влада ховала в меморіалі не лише римо-католиків, але і осіб інших конфесій, що воювали у польських військових формуваннях.

## Руйнування
Після зайняття Львова радянськими військами меморіал поступово піддавали руйнації. Було знищено пам'ятники французьким і американським військовим. Через частину цвинтаря прокладено дорогу. 1956 року центральний надгробок «Могили невідомого солдата» вивезли до Польщі. У серпні 1971 року було знищено могили та зруйновано колонаду за допомогою будівельної техніки. Вціліли лише пілони, фундамент яких виявився міцним. Кам'яних левів з-під тріумфальної арки вивезено. «Катакомби» отримали надбудований поверх і були перетворені на каменярські майстерні.

## Відновлення
Відновлення меморіалу почалося на межі 1980-х і 1990-х років з ініціативи Юзефа Бобровського, директора варшавської фірми «Energopol», що працювала тоді у Львові. 1991 року польський архітектор Ярослав Скшипчик розробив перший проєкт відбудови. Надалі Ярослав Скшипчик виконав ще три проєкти. Робочі креслення конструкцій виготовив інститут «Укрзахідпроектреставрація». З української сторони роботами опікувались Микола Гайда та Роман Мих. 25 червня 1998 підписано протокол передачі земельної ділянки цвинтаря фірмі «Energopol», після чого почались роботи з відбудови. За довоєнними фотографіями скульптор-реставратор Януш Смаза відтворив пам'ятники американським льотчикам та французьким піхотинцям.
Роботи йшли повільно через політичні ускладнення навколо меморіалу. Обурення української сторони викликав напис про «загиблих у боях за Польщу», а також зображення коронаційного меча «Щербець» — символу польської військової слави. Зазубрини на мечі, згідно з польською легендою, є слідами удару об Золоті ворота в Києві.
Конфлікт вдалося пом'якшити, зокрема, завдяки підтримці польського уряду українській опозиції під час «Помаранчевої революції» 2004 року. Остаточне врегулювання було досягнуто за втручання президента України Віктора Ющенка.
24 червня 2005 року, за участю президентів Польщі і України, на Личаківському цвинтарі були відкриті меморіал загиблим воїнам Української Галицької Армії та польський військовий меморіал.
На плиті, розташованій в центрі польських поховань, зроблений напис польською мовою: "Tu leży żołnierz polski poległy za Ojczyznę («Тут лежить польський солдат, полеглий за Вітчизну»). На порталі колишнього меморіалу — латинський напис з міжвоєнного двадцятиліття: «Mortui sunt ut liberi vivamus» («Вони померли, щоб ми жили вільно»).

## Світлини

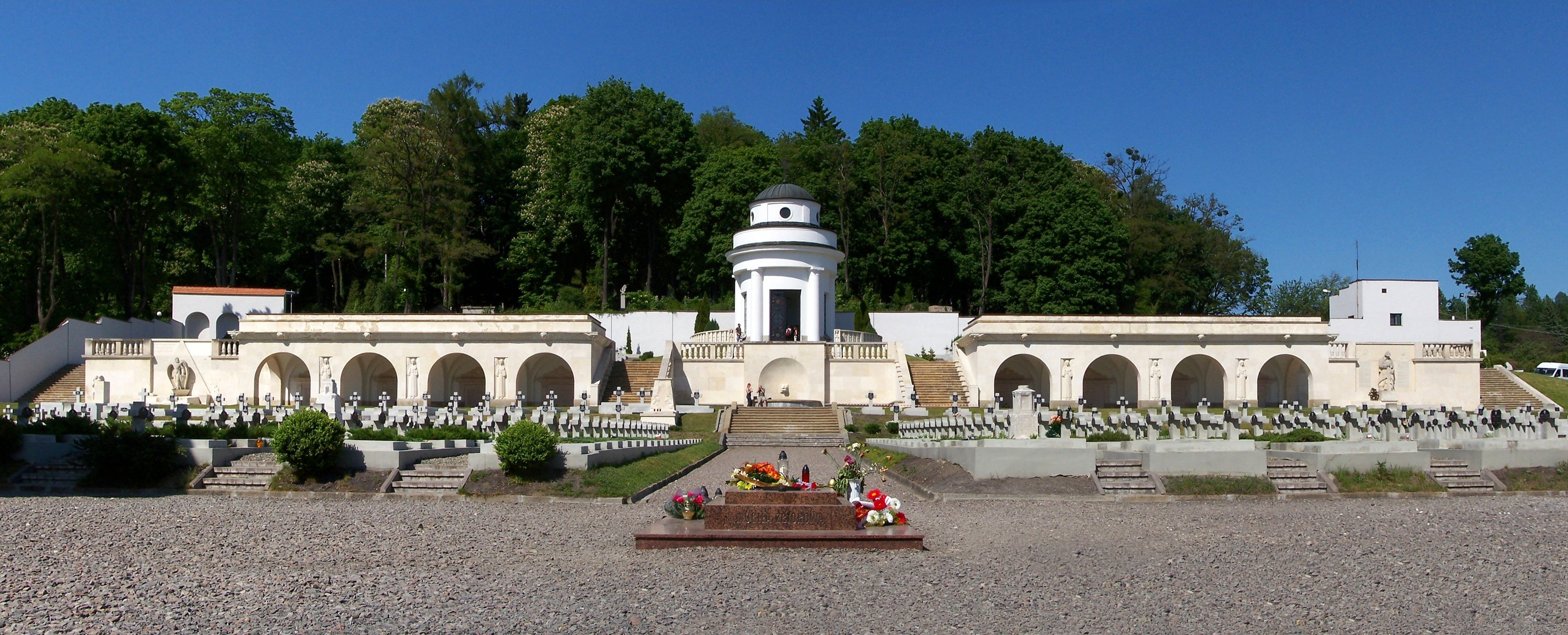
Відновлений польський військовий цвинтар
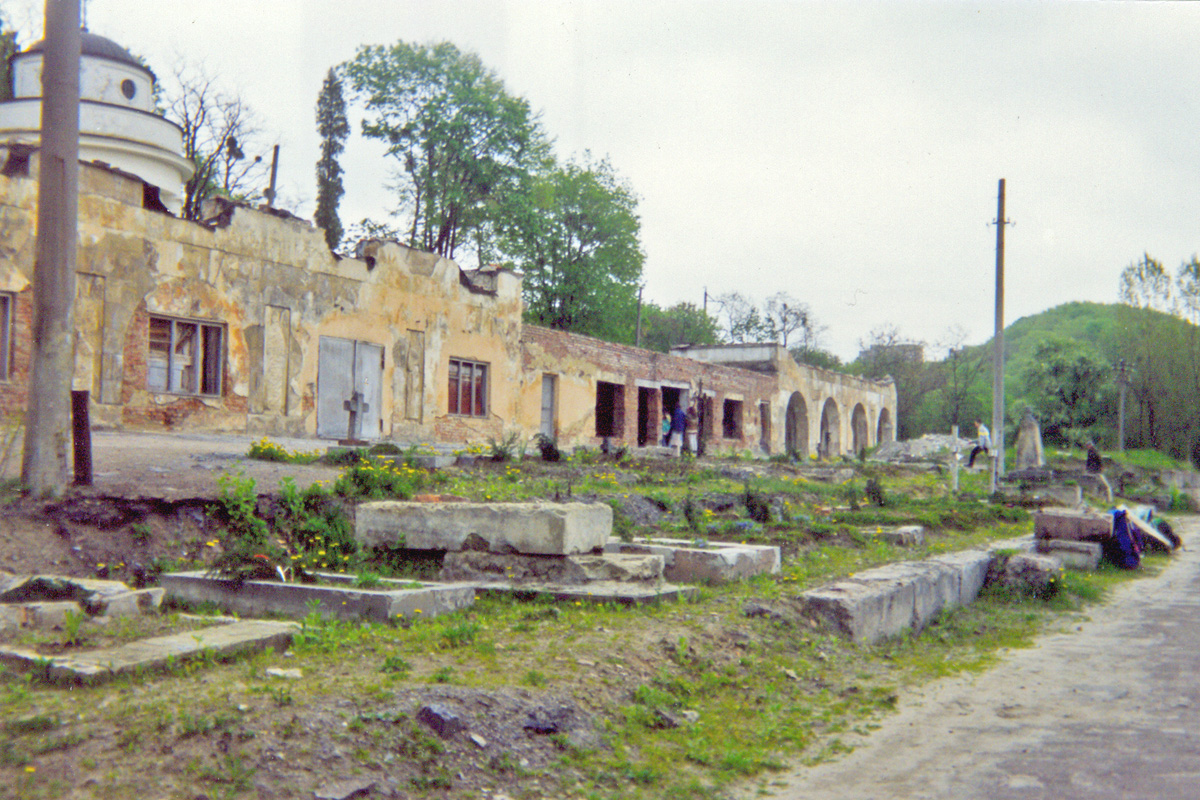
Зруйнований меморіал (світлина 1997 року)
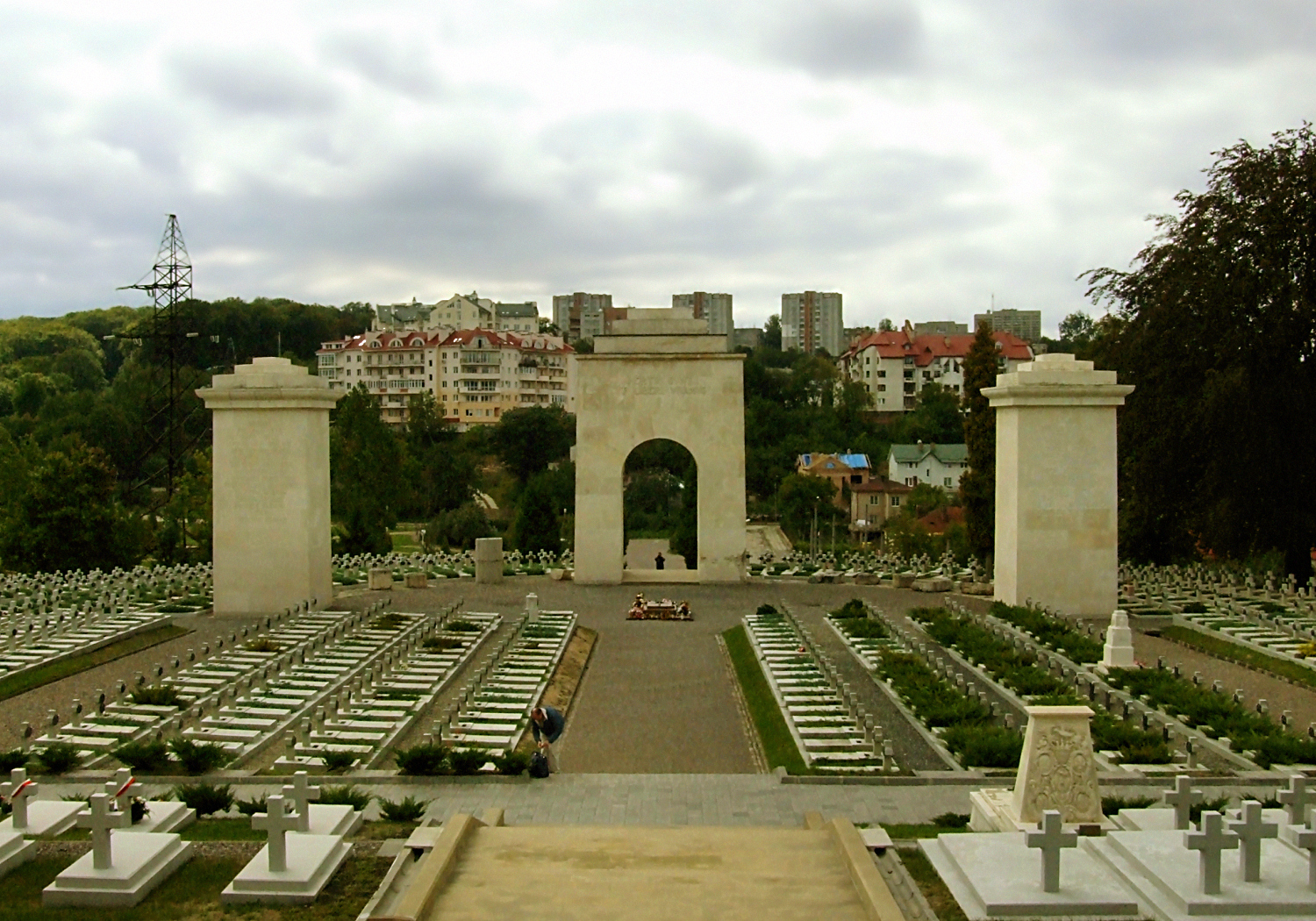
Цвинтар Орлят (світлина 2006 року)